# 灵田镇
灵田镇，是中华人民共和国广西壮族自治区桂林市灵川县下辖的一个乡镇级行政单位。

## 行政区划
灵田镇下辖以下地区：
灵田村、会林村、永正村、龙口村、东田村、力水村、四联村、正义村、上长岗村和下长岗村。

## 中国传统村落
2012年，长岗岭村、迪塘村被评为首批“中国传统村落”。